# Wilhoit
Wilhoit es un lugar designado por el censo ubicado en el condado de Yavapai en el estado estadounidense de Arizona. En el Censo de 2010 tenía una población de 868 habitantes y una densidad poblacional de 21,36 personas por km².

## Geografía
Wilhoit se encuentra ubicado en las coordenadas 34°24′30″N 112°36′56″O / 34.40833, -112.61556. Según la Oficina del Censo de los Estados Unidos, Wilhoit tiene una superficie total de 40.63 km², de la cual 40.63 km² corresponden a tierra firme y (0%) 0 km² es agua.

## Demografía
Según el censo de 2010, había 868 personas residiendo en Wilhoit. La densidad de población era de 21,36 hab./km². De los 868 habitantes, Wilhoit estaba compuesto por el 94.24% blancos, el 0.23% eran afroamericanos, el 0.69% eran amerindios, el 0.23% eran asiáticos, el 0% eran isleños del Pacífico, el 3% eran de otras razas y el 1.61% pertenecían a dos o más razas. Del total de la población el 9.33% eran hispanos o latinos de cualquier raza.